# Auguste Jamme
Pour les articles homonymes, voir Jamme.
Pierre Louis Gabriel Auguste Jamme est un homme politique français né le 25 septembre 1814 à Labastide-Rouairoux (Tarn) et mort le 28 septembre 1889 à Mazamet.

## Biographie
Propriétaire, fondateur de la Société de Saint-Vincent-de-Paul dans le Tarn, il est représentant du Tarn de 1871 à 1876, siégeant avec les monarchistes. Il est inscrit à la réunion des réservoirs. Il vota pour la paix, pour les prières publiques, pour l'abrogation des lois d'exil, pour le 24 mai, pour la démission de Thiers, pour l’arrêt sur les enterrements civils, pour la prorogation des pouvoirs du maréchal, pour la loi des maires, pour le ministère de Broglie, contre l'amendement Barthe, contre le retour à Paris, contre la dissolution, contre l'amendement Wallon, contre les lois constitutionnelles. Il n'a pas fait partie d'autres assemblées.

## Sources
- « Auguste Jamme », dans Adolphe Robert et Gaston Cougny, Dictionnaire des parlementaires français, Edgar Bourloton, 1889-1891 [détail de l’édition]
- Auguste Jamme sur le site de l'Assemblée nationale